# Jeronim Oeborevitsj

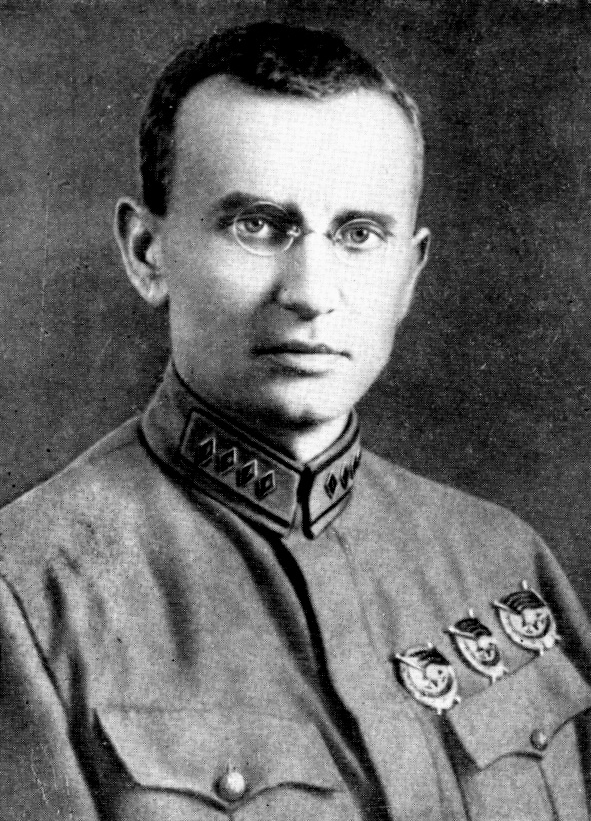
Jeronim Oeborevitsj

Jeronim Petrovitsj Oeborevitsj (Russisch: Иероним Петрович Уборевич, Litouws: Jeronimas Uborevičius) (Utena (district), Litouwen, 14 januari 1896 – Moskou, 12 juni 1937) was een opperbevelhebber van het Rode Leger (Sovjet-Unie) en slachtoffer van Jozef Stalins Grote Zuivering.

## Leven
Oeborevitsj werd geboren in een Litouwse boerenfamilie en studeerde van 1914 tot 1915 aan de Polytechnische Hogeschool te Sint-Petersburg, vervolgens een jaar aan de Militaire Artillerieschool en trad in 1916 als junior-officier in dienst van het tsaristische leger. Na de Russische Revolutie (1917) trad hij toe tot het Rode leger en vocht samen met Michail Toechatsjevski in de Pools-Russische Oorlog (1919-1921). In 1922 was hij korte tijd Minister van Oorlog in de Verre-Oostelijke Republiek, begin jaren twintig een onafhankelijke bufferstaat tussen Rusland en Japan. Later voerde hij de Rode troepen aan die Vladivostok op Japan veroverden. In 1925 werd hij bevelhebber van het leger in de Kaukasus en in 1928 van het Militair district Moskou. Van 1928 tot 1931 was hij voorzitter van de Revolutionaire Militaire Raad en van 1931 tot 1937 opperbevelhebber (generaalsniveau) in het militair district Wit-Rusland.
In 1937 werd Oeborevitsj gearresteerd op verdenking van deelname aan een trotskistische anti-Sovjet organisatie en spionage voor Duitsland (eind jaren twintig studeerde hij een periode aan de militaire academie te Berlijn). Samen met andere topofficieren, onder wie Michail Toechatsjevski, werd hij op 11 juni 1937 tijdens de Moskouse Processen ter dood veroordeeld en de volgende dag geëxecuteerd. Later bleek dat de bekentenissen van de veroordeelde militairen door foltering waren afgedwongen.
Oeborevitsj werd in 1957, tijdens Chroesjtsjovs ‘dooi’, gerehabiliteerd.